# 27-й Нью-Йоркский пехотный полк
27-й Нью-Йоркский добровольческий пехотный полк (англ. 27th New York Volunteer Infantry Regiment) — один из пехотных полков армии Союза во время Гражданской войны в США. Полк был сформирован в мае 1862 года сроком на 3 года, участвовал в первом сражении при Булл-Ран и всех сражениях на востоке до мая 1863 года. 31 мая полк был расформирован из-за истечения срока службы.

## Формирование
Полк был сформирован в Эльмире (Нью-Йорк), принят на службу штату 21 мая 1861 года и на службу в федеральную армию 9 и 10 июля, сроком на 3 года, задним числом от 21 мая 1861 года.
Его роты были набраны: в Уайт Плейнс (А), Лайонсе (В), Бингемтоне (С, D, F), Рочестере (Е), в Лиме (G), в Монт-Моррис (Н), в Анжелика (I), в Эльбионе (К).
Его первым командиром стал полковник Генри Слокам, подполковником — Джозеф Чамберс и майором — Джозеф Бартлетт.

## Боевой путь
10 июля поле отбыл из Нью-Йорка и 17 июля прибыл в Вашингтон, где был включён в бригаду Эндрю Портера. В те же дни началось наступление Северо-Восточной Вирджинской Армии на Манассас. 21 июля полк участвовал в первом сражении при Булл-Ран. Когда южане отступили с холма Мэтьюз, полку было приказано атаковать разрозненные отряды противника у ручья Янг-Брэнч. Полковник Слокам повёл полк вниз по склону холма Мэтьюза и вскоре оказался под огнём 4-го Алабамского, 2-го Миссисипского, и Легиона Хэмптона. После ожесточённой перестрелки Слокам приказал отступить и сам был ранен при отходе.
В бою погиб 1 офицер и 25 рядовых, ранено 42 рядовых и два офицера (в их числе полковник Слокам), 60 человек пропало без вести. После сражения полк был отведён в укрепления Вашингтона и включён в бригаду Хейнцельмана.
1 сентября Генри Слокам был повышен до бригадного генерала и его место командира полка занял Джозеф Барлетт. Подполковником стал Александр Адамс, а майором — Кёртис Гардинер.
В октябре полк был включён в Потомакскую амию, в бригаду Слокама.
Весной 1862 года полк числился в составе I-го корпуса Потомакской армии и участвовал в наступлении корпуса на Манассас и Фредериксберг. 22 апреля он был переправлен вместе со всей дивизией на вирджинский полуостров и участвовал в осаде Йорктауна. Полк прошёл почти все сражения Семидневной битвы, где потерял убитыми 1 офицера и 34 рядовых, ранеными 9 офицеров и 100 рядовых и 18 человек пропавшими без вести.
В ходе сражения Слокам возглавил дивизию VI корпуса, Барлетт занял его место бригадного командира, а полк возглавил подполковник Александр Адамс.
В конце августа полк был отправлен в форт Монро, а затем в Сентервилл, где 1 сентября прикрывал отступление разбитой армии Джона Поупа от Манассаса.
Во время мерилендской кампании полк числился в бригаде Барлетта, дивизии Слокама, в VI корпусе Потомакской армии. Он участвовал в сражении у Южной Горы, где штурмовал ущелье Кремптона и потерял 9 человек убитыми и 24 ранеными. В сражении при Энтитеме VI корпус задействован не был, и полк не понёс потерь.
В январе 1863 года полк участвовал в «Грязевом марше» Бенсайда, а весной — в Чанселорсвиллской кампании. В составе дивизии Барлетта он участвовал во втором сражении при Фредериксберге, сражении при Салем-Чеч и в сражении при Бэнкс-Форд.
31 мая полк был расформирован ввиду истечения срока службы; часть его рядовых была переведена в 121-й Нью-Йоркский пехотный полк.